# Villaudric
Villaudric is een gemeente in het Franse departement Haute-Garonne (regio Occitanie). De plaats maakt deel uit van het arrondissement Toulouse. Villaudric telde op 1 januari 2022 1.649 inwoners.

## Geografie
De oppervlakte van Villaudric bedroeg op 1 januari 2022 12,16 vierkante kilometer; de bevolkingsdichtheid was toen 135,6 inwoners per km².

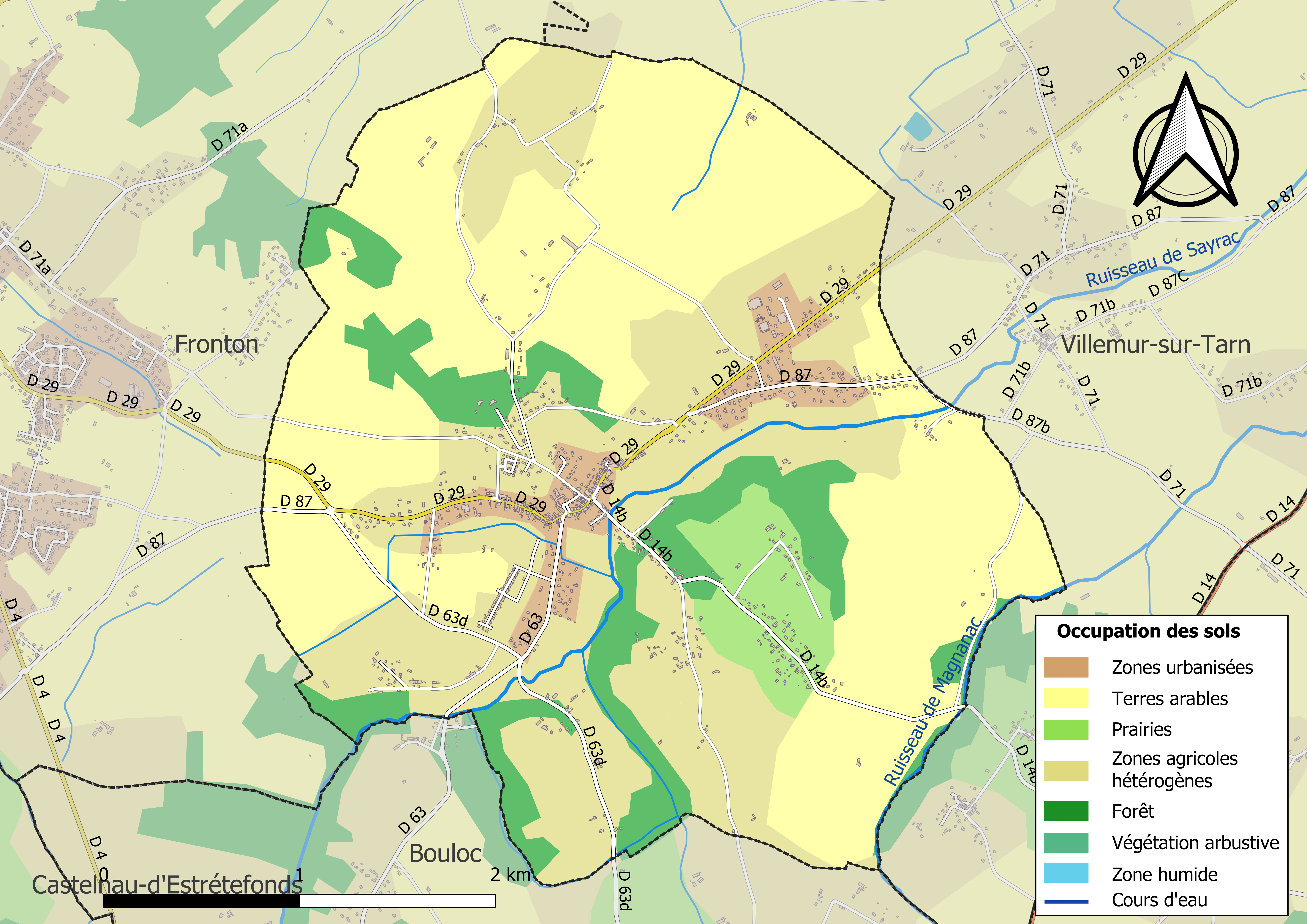
Kaart van de gemeente met belangrijkste infrastructuur, bodemgebruik en omliggende gemeenten

## Demografie
Onderstaande figuur toont het verloop van het inwonertal (bron: INSEE-tellingen).